# Alquímia de l'antic Egipte
L'alquímia en l'antic Egipte és coneguda principalment a través dels escrits d'antics filòsofs grecs (hel·lènics), que al seu torn han perdurat sovint només en traduccions islàmiques. Pràcticament no s'ha conservat cap document egipci original sobre l'alquímia. Aquests escrits, si van existir, probablement es van perdre quan l'emperador romà Dioclecià va ordenar la crema de llibres alquímics, donats els problemes que suposava la falsificació de metalls, i després de sufocar una revolta a Alexandria (292), que havia estat un centre d'alquímia egípcia.
L'origen de l'alquímia occidental pot situar-se en l'antic Egipte. La metal·lúrgia i el misticisme estaven inexorablement unides al món antic. L'alquímia, la medicina i fins i tot la màgia eren aspectes de la religió en l'Antic Egipte i, per tant, del domini de la classe sacerdotal. Segons la tradició egípcia, el faraó Kheops va ser el més antic alquimista i l'autor del primer tractat d'alquímia.
El procés d'adobar pells animals ja es coneixia en l'Egipte predinàstic en temps tan antics com el VI mil·lenni aC, hi ha proves d'anàlisi química durant els períodes Naqada, com eines de coure, i la invenció del morter.
Altres proves indiquen clarament que els primitius alquimistes de l'Antic Egipte havien ideat pastes de guix ja en el 4000 aC, els morters de ciment cap al 2500 aC i la vitrificació i la faiança el 1500 aC. La reacció química implicada en la producció de l'òxid de calci és una de les més antigues conegudes: CaCO₃ + calor ? CaO + CO₂ En l'Antic Egipte es van produir cosmètics, faiança i també brea per a la construcció naval. El papir també havia estat inventat cap al 3000 aC.
La llegenda explica que el fundador de l'alquímia egípcia va ser el déu Tot, anomenat Hermes-Tot o Hermes Trismegist (tres vegades gran) pels grecs. Segons la llegenda, va escriure els anomenats quaranta-dos Llibres del Saber, abastant tots els camps del coneixement, alquímia inclosa. El símbol d'Hermes era el caduceu o vara amb serps, que va arribar a ser un dels molts símbols principals de l'alquímia. La Taula de Maragda o Hermètica, coneguda només per traduccions gregues i àrabs, és normalment considerada la base de la filosofia i pràctica alquímiques occidentals, anomenada filosofia hermètica pels seus primers seguidors.
El primer punt de la Taula de Maragda explica el propòsit de la ciència hermètica: «en veritat certament i sens dubte, tot el que està a baix és com el que està a dalt, i tot el que està a dalt és com el que està a baix, per realitzar els miracles d'una cosa». Aquesta és la creença macrocosmos-microcosmos principal per a la filosofia hermètica. En altres paraules, el cos humà (el microcosmos) es veu afectat pel món exterior (el macrocosmos), que inclou els cels a través de l'astrologia i la terra a través dels elements, encara que quan un aconsegueix el domini sobre el món interior, comença a ser capaç de controlar el món exterior de formes poc convencionals.
En el segle IV aC, el Regne de Macedònia va conquerir Egipte i van fundar la ciutat d'Alexandria en 332. Això els va posar en contacte amb les idees egípcies.